# Mount-Buffalo-Nationalpark
Der Mount-Buffalo-Nationalpark ist ein Nationalpark im Norden des australischen Bundesstaates Victoria, ca. 200 km nordöstlich von Melbourne und 12 km südlich von Myrtleford. Der Buffalo River umfließt ihn im Westen, während der Ovens River seine Ostgrenze bildet.
Dieser Nationalpark ist einer der ältesten in den australischen Alpen. Er wurde 1898 eingerichtet, als 11,65 km² rund um die Eurobin Falls geschützt wurden. 1908 wurde der Park auf mehr als 105 km² erweitert, heute bedeckt er 310 km² des Plateaus und der Vorberge des Mount Buffalo.
Der Mount Buffalo bildet eine mäßig hohe Hochfläche (bis 1723 m) im westlichen Teil der victorianischen Alpenregion. Der Gipfel zeigt große Granitblöcke und andere Felsformationen. Von Norden aus ist der Berg recht imposant, der höchste erreichbare Punkt ist ein deutlich abgesetzter Gipfel, der The Horn genannt wird. Ein Wanderweg führt dort hinauf und die Besucher können von dort einen 360°-Rundblick genießen.
Bis zum Januar 2007 konnte man im historischen Gästehaus Mount Buffalo Chalet nächtigen, das 1910 erbaut wurde. Ein Konsortium verhandelt gerade mit Parks Victoria über die Wiedereröffnung des Hauses. Das Tatra Inn am Westende des Plateaus in der Nähe von The Cathedral, wurde 2006 von einem fehlgeleiteten Waldbrand-Gegenfeuer zerstört. Vom Chalet aus kann man den größten Teil der Granithochebene überblicken und es eröffnen sich spektakuläre Tiefblicke in die Täler des Ovens River und des Buckland River. Das Gebiet ist bei Kletterern und Gleitschirmfliegern beliebt. Auch Höhlen kann man am Mount Buffalo befahren. Der Campingplatz am Lake Catani ist von November bis April geöffnet. Im Winter ist der Mount Buffalo ein beliebtes Skilanglaufgebiet. In der Nähe von The Cathedral gibt es etliche Langlaufloipen (Cresta Run) und eine Toboggan-Loipe bei Dingo Dell, beide für Anfänger gut geeignet. Daneben sind dort auch Loipen für erfahrenere Langläufer. Die nahe gelegene Stadt Bight bietet ebenfalls Unterkunftsmöglichkeiten für Gäste.
Adventure Guides Australia bietet regelmäßig Kurse für Toprope-Klettern, Höhlenklettern und andere Abenteuersportarten am Mount Buffalo an. Im Winter kann man bei der Mount Buffalo Ski School Langlaufkurse und Schneeschuhtouren buchen.

## Geschichte

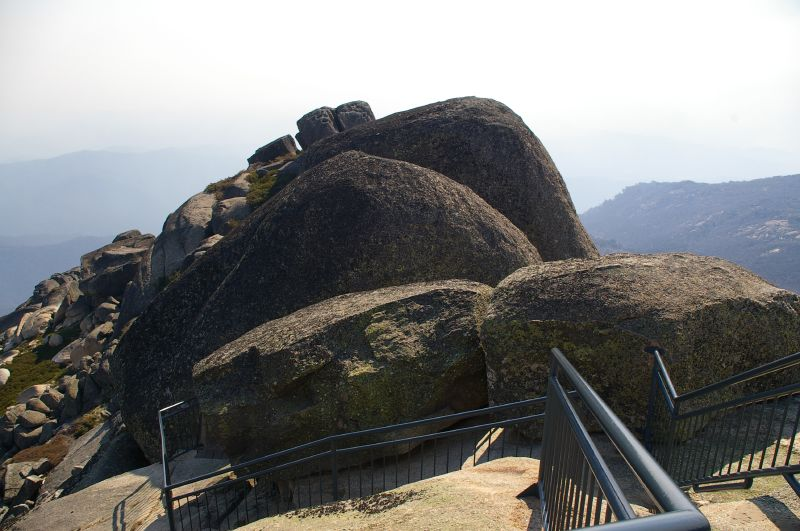
Felsblöcke an The Horn am Mount Buffalo

Die Aborigines bestiegen im Sommer den Mount Buffalo und andere Gebirgszüge in den Alpen, um die proteinreichen Bogong-Falter (Agrotis infusa) zu fangen und zu essen, die sich in Felsspalten sammeln, und auch um sich zu treffen und Zeremonien abzuhalten.
Die Entdecker Hume und Hovell gaben dem Gebirge 1824 ihren Namen, weil er für sie wie ein Büffel (engl.: buffalo) aussah. Goldgräber und Naturforscher fanden später Aufstiegswege auf das Plateau. Mit dem Beginn des Tourismus in den 1880er-Jahren reservierte man ein Gebiet um die spektakuläre Schlucht bei den Eurobin Falls, das 1898 zum Nationalpark erklärt wurde. Der Park wurde mehrfach erweitert und bedeckt heute die gesamte Hochfläche und die Hänge bis zu den Vorbergen. Das Mount Buffalo Chalet wurde 1910, bald nach dem Bau der ersten Straße auf die Hochfläche, errichtet und ersetzte ein früheres, eher „rustikales“ Gästehaus. Der Park wurde zum beliebten Urlaubsgebiet für die nachfolgenden Generationen und ein Ort für den frühen Ski- und Eislaufsport. Tatsächlich gab es den ersten Skilift in Australien am Mount Buffalo. Viele Einwohner von Melbourne sahen vor dem Zweiten Weltkrieg am Mount Buffalo zum ersten Mal Schnee.
Solange das Mount Buffalo Chalet von der Eisenbahngesellschaft von Victoria betrieben wurde, galt es als offizieller Railways Refreshment Room. Das Personal arbeitete in Eisenbahneruniformen, blies Schaffnerpfeifen und verhängte abendliche Ausgehverbote für Gäste. Eisenbahnbillets wurden für Dienstleistungen, wie Motor to Wangaratta (Busfahrt nach Wangaratta) und Skis, steel edged with cane stocks and boots 2nd Grade 8/6- (Skier mit Stahlkanten, Skistöcken und Stiefeln 2. Klasse 8/6) ausgestellt.

## Fauna
Entsprechend der verschiedenen Höhenstufen im Park gibt es auch verschiedene Lebensräume für Wildtiere. In den Wäldern der Vorberge findet man Kängurus, Wallabys und verschiedene Arten von Possums und Gleitbeutlern. Kleinere Säugetiere, wie einheimische Ratten und Mäuse bewohnen das Plateau. Wombats kommen in allen Lebensräumen vor. Die Alpine Silver Xenica ist eine Schmetterlingsart, die man nur auf der Hochfläche des Mount Buffalo findet. Bogong-Falter suchen in Felsspalten an The Horn Schutz, und häufig sieht man tagsüber Vögel in diese Spalten zur Futteraufnahme fliegen; nachts machen es ihnen die Fledermäuse nach. Wanderfalken nisten manchmal an den Granit-Felshängen. Pennantsittiche findet man in großer Zahl im Park.

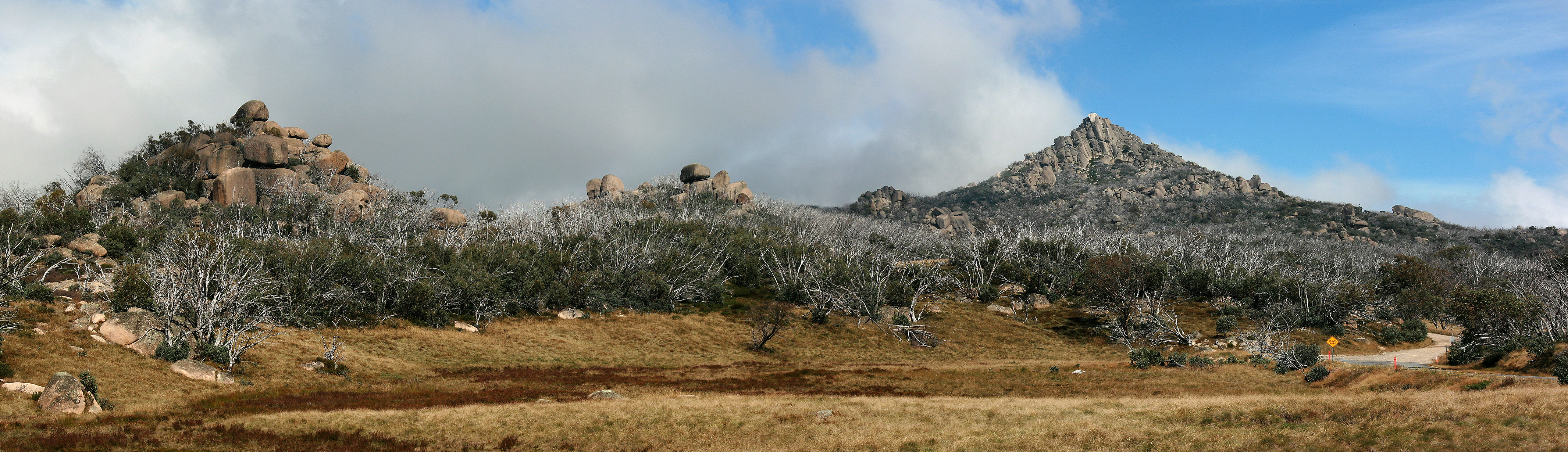
Panoramablick über die Hochfläche des Mount Buffalo mit der höchsten Erhebung, The Horn, auf der rechten Bildseite. Die Seilversicherung für Wanderer sieht man oben. Die große Zahl abgestorbener Bäume auf dem Bild ist auf die Waldbrände 2006/2007 zurückzuführen, die – wie hier sichtbar – auch am Mount Buffalo wüteten.

## Vegetation
Über 550 einheimische Pflanzenarten wurden am Mount Buffalo gefunden. Die wichtigsten Vegetationsstufen sind die alpine und die subalpine. An den Hängen der Vorberge gibt es verschiedene Eukalyptusarten, u. a. Peppermint und Bogong Gum (Eucalyptus chapmaniana). Ab etwa 1100 m gehen diese Wälder in Eukalyptusgruppen der Species Alpine Ash (Eucalyptus delegatensis) über und ab 1300 m in Schnee-Eukalyptus (Eucalyptus pauciflora). Der größte Teil der Hochfläche liegt auf etwa 1500 mm Höhe. In den Tälern gibt es Grasmatten mit Torfmoosen und Süßgräsern an Wasserläufen.
Der endemische Buffalo Sallee (Eucalyptus mitchelliana) wächst auf höheren Granitgraten und -köpfen. Weitere endemische Pflanzen sind die Buffalo Grevillea (Grevillea alpivaga), der Buffalo Swallow Wattle (Acacia phlebophylla) und die Fern-leaf Baeckea (Babingtonia crenulata). Die seltene Snow Pratia (Pratia gelida) kommt in einem kleinen Gebiet auf der Hospice Plain vor.
Das Weiden von Vieh wurde 1957 im Mount-Buffalo-Nationalpark verboten, eines der ersten Verbote dieser Art in einem alpinen Nationalpark. Unkraut, besonders Himalayan Honeysuckle (Leycesteria formosa), Gemeine Schafgarbe (Achillea millefolium) und Brombeeren stellt eine Daueraufgabe für die Parkverwaltung dar.

## Waldbrände von 2006
Ende 2006, in der ersten Phase der großen Waldbrände 2006/2007, wurden Teile des Mount-Buffalo-Nationalparks von Waldbränden heimgesucht. Die Feuer zerstörten die Cresta Lodge, aber das historische Chalet konnte gerettet werden, obwohl auch dieses Haus in Gefahr war.

## Liste der australischen Naturdenkmäler
Am 7. November 2008 wurde der Mount-Buffalo-Nationalpark als eines von elf Gebieten in den australischen Alpen in die Liste der australischen Naturdenkmäler aufgenommen.